# CVnCoV
CVnCoV (МНН зорецимеран) — вакцина проти COVID-19, розроблена німецькою біотехнологічної компанією CureVac.
У січні 2021 року CureVac оголосила про співробітництво в галузі клінічної розробки вакцини проти COVID-19 з транснаціональною фармацевтичною компанією Bayer. Станом на грудень 2020 року вакцина проходить клінічні дослідження фази III з 36 500 учасниками в Німеччині. Технологічно являє собою мРНК-вакцину, що містить мРНК, що кодує спайк-білок SARS-CoV-2, до якого й виробляється імунітет. Деякі мРНК-вакцини вимагають зберігання при дуже низькій температурі. У вакцині CVnCoV використовується немодифікована, більш природна форма мРНК, що менш піддається гідролізу, що забезпечує зберігання при 5°C. Зараз Європейським союзом попередньо заказано 405 мільйонів доз вакцини.

## Клінічні дослідження
У листопаді 2020 року CureVac повідомили про результати клінічних досліджень фази I—II, згідно яких зорецимерин (CVnCoV) добре переноситься, безпечний та викликає стійку імунну відповідь. У грудні компанія CureVac почала клінічне випробування зорецимерана III фази з 36 500 учасниками. Компанія Bayer забезпечить підтримку клінічних досліджень та міжнародну логістику для фази III і, можливо, буде брати участь у кінцевому виробництві, якщо вакцина виявиться безпечною і ефективною.

## Виробництво
Виробництво мРНК-вакцин може здійснюватися швидко у великих обсягах, включаючи використання портативних автоматичних принтерів («мікрофабрики РНК»), у розробці яких CureVac бере участь спільно з Tesla.